# Касони (Пескара)
Касони (итал. Casoni) је насеље у Италији у округу Пескара, региону Абруцо.
Према процени из 2011. у насељу је живело 480 становника. Насеље се налази на надморској висини од 50 м.